# Raul Abrantes
Raul Abrantes é um actor, dobrador e músico português. Fez o curso da Escola Profissional de Teatro de Cascais. Foi-lhe atríbuido em 2002, pela Câmara Municipal de Cascais, o Prémio Profissional de Teatro Zita Duarte. 
Toca bateria e é integrante da banda de Tiago Castro, tendo estreado com o álbum A Minha Rádio. Participou em Morangos Com Açúcar - Série II e Férias de Verão II, para a TVI e em Inspetor Max, para a TVI.
Com realização de Jorge Paixão da Costa, Raul Abrantes veste a personagem de Pedro, o protagonista do telefilme A Escada, de Luísa Costa Gomes, para a RTP. 
Integrou o elenco da peça Nem Tudo Começa com um Beijo no papel de Fio Maravilha, arrancando óptimas críticas dos autores, e que esteve em cena no Teatroesfera.
Em 2008, participou em  Rebelde Way (Portugal), onde vestiu a personagem Romão.